# Mathieu de Costeplane
Mathieu Hippolyte de Costeplane signant « comte de Camarès », né à Bédarieux le 6 novembre 1816, où il est mort le 17 avril 1900,, est un agent du trésor et des postes de l'armée d'Afrique en 1856, ancien payeur attaché au gouvernement général de l'Algérie, est un érudit héraultais.
Il est membre de plusieurs sociétés savantes : la Société de géographie, la Société d'anthropologie de Paris, la Société des lettres, sciences et arts de l'Aveyron, la Société archéologique, scientifique et littéraire de Béziers, l'Association française pour l'avancement des sciences (1873) et l'Académie d'Hippone.

## Biographie
Il est élu membre titulaire de la Société de géographie en 1870, de la Société d'anthropologie de Paris en 1871.

## Travaux
- Histoire des rois de Numidie, de Géthulie et de Mauritanie, 1868.
- Notice sur la géographie ancienne de l'Afrique septentrionale et sur les peuples qui l'ont habitée, 1868.
- « Les sépultures préhistoriques de la montagne Salsou en Rouergue », Bulletin de la Société d'anthropologie de Paris, vol. 6,‎ 1871, p. 316-317 (lire en ligne).
- « Le menhir de Pradheilles », Bulletin de la Société d'anthropologie de Paris, vol. 6, no 1,‎ 1871, p. 390 (lire en ligne).
- Lettre sur la nécessité de l'enseignement géographique, adressée au préfet de l'Aveyron, et réponse de ce dernier, Saint-Affrique, 8 février 1872, Rodez, 4 mars 1872 (BNF 38795377)
- Lettre sur la nécessité d'ériger une statue à Justin Napoléon Prosper de Chasseloup Laubat, ancien ministre de la Marine, 13 novembre 1873 (BNF 38795435)
- Lettre sur ses fouilles dans la région de Saint-Affrique, Saint-Affrique, 10 mars 1872 (BNF 38795384)

## Sources
- Procès-verbaux des séances de la Société des lettres, sciences et arts de l'Aveyron,  1868, lire en ligne sur Gallica
- Bibliographie générale des travaux historiques et archéologiques publiés par les Sociétés savantes de la France, 1901, lire en ligne sur Gallica